# 四天王寺羽曳丘中學校及高等學校
四天王寺羽曳丘中學校及高等學校位在日本大阪府羽曳野市，是一間由四天王寺創立的學校法人四天王寺學園設立的完全中學，簡稱為四天羽。

## 歷史
為紀念四天王寺開基者聖德太子逝世1300年，1922年創建天王寺高等女學校（現四天王寺中學校及高等學校），之後的1984年，創辦姊妹校四天王寺國際佛教中學校及高等學校（男子學校）。
- 1984年4月 - 設置四天王寺國際佛教中學校及高等學校，此為四天王寺羽曳丘中學校及高等學校的前身。
- 1990年4月 - 改名稱為四天王寺羽曳丘中學校及高等學校。
- 1994年4月 - 引進通學制。
- 1997年4月 - 中學部引進男女共學制。
- 2000年4月 - 高校部引進男女共學制。

## 交通
- 近鐵巴士四天王寺大學站下車。

## 著名出身人物
- 石川佳純（中學部畢業。女子桌球選手，2008年世界乒乓球團體錦標賽團體銅牌、2010年世界乒乓球團體錦標賽團體銅牌、2010年亞洲運動會女子雙打、混合雙打銅牌、2012年奧運會女子團體銀牌，最高世界排名第五）

## 外部連結
- 四天王寺羽曳丘中學校及高等學校網站（页面存档备份，存于）
- 學校法人四天王寺學園（页面存档备份，存于）